# 垃圾收集員

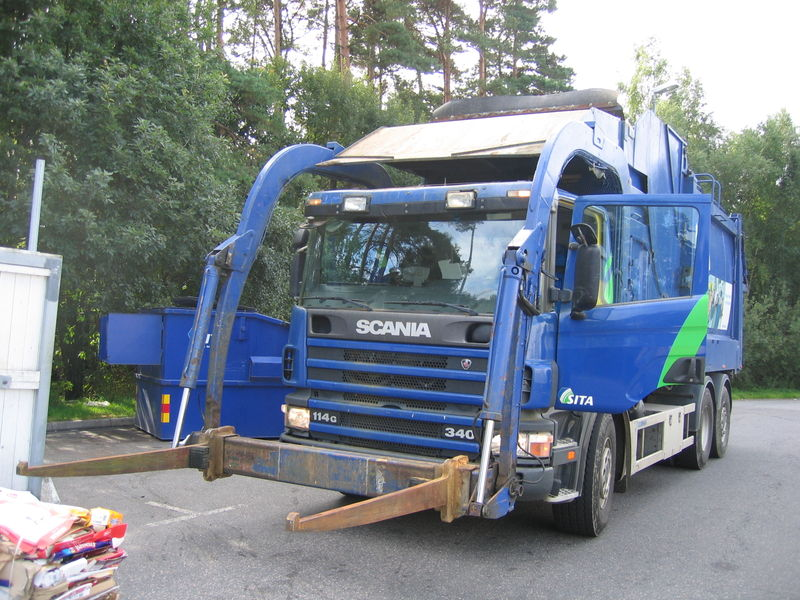
垃圾車司機是垃圾收集員之一

垃圾收集員是受僱於政府組織或私人公司，到住宅、辦公室、店舖等收集垃圾，讓垃圾可以集中處理，送往循環再造、堆填或焚化的人。他們會把垃圾送上垃圾車，由垃圾車把垃圾運到指定地方。

## 外部連結
- Famous Binmen Crew
- Dawson Cleaning Company（页面存档备份，存于）
- Cleaning Company Platform（页面存档备份，存于）

1. ↑  .   [2021-06-30]. （原始内容存档于2024-06-28）.
2. ↑  .   [2024-04-15]. （原始内容存档于2024-06-29）.
3. ↑  .   [2021-11-30]. （原始内容存档于2023-07-03）.